# Flygande start
Flygande start innebär i olika tävlingssammanhang där det gäller att avverka en viss sträcka på kortast möjliga tid att starten antingen räknas (och tiden börjar att tas) från en punkt där deltagaren kommit upp i hastighet (exempelvis i bancykling eller travlopp) eller i olika stafetter (exempelvis i löpning eller skidåkning) där stafettmottagaren inte behöver vara stillastående (så länge överväxling inte sker).
Uttrycket används ofta metaforiskt om något nystartat som kommer väldigt snabbt igång eller något/någon som når stora framgångar tidigt (exempelvis ett företag som snabbt når stor omsättning efter bildandet, ett idrottslag/idrottare som vinner sina första matcher/tävlingar efter säsongsstarten eller en musikartist vars första singel/album blir en hit). 
"Flygande start" är belagt i svenska språket sedan 1886 (i Handbok för hästvänner).
Motsatsen är "stående start" där den tävlande startar från en fast position.